# 山东省历史学会
山东省历史学会成立于1960年5月15日，是山东省与1958年至1960年先后建立的四个社会科学学科学会之一，是山东省社会科学界联合会主管的社团之一。

## 历史
山东省历史学会是以1950年3月成立的中国史学会济南分会为基础建立的，李景春为首任主席，王林肯、黄云眉、陈锡德、廉立之为副主席，陈锡德兼秘书长。1960年8月，山东省人民委员会正式批准山东省哲学社会科学学会联合会筹委会后，山东省历史学会受山东省社联组织指导。
1960年春，山东省历史学会在山东大学小礼堂举办山东省第一次孔子讨论会，童书业等学者参加，会上中共山东省委党校校长李景春发言。1962年11月6日至12日，山东省历史学会、山东省历史研究所在济南主办山东省第二次孔子学术讨论会，讨论会最初在山东宾馆，后在南郊宾馆举行，有来自全国十六省市的160余名专家学者参会。第二次孔子学术讨论会被姚文元《评“海瑞罢官”》中污蔑为“牛鬼蛇神发了狂的大黑会”，很多参会者因此被批判多年，直至文化大革命结束。
1991年11月5日至7日，山东省历史学会第五次代表大会暨学术讨论会在济南举行，全省八十余名代表出席会议，会议选举产生第五届理事会，戚其章当选为理事长。
2009年10月10日，山东省历史学界第八次代表大会在济南举行，全省120余名代表出席会议，王育济当选为会长，王学典等当选为副会长。
2018年5月12日至13日，山东省历史学会第九次会员代表大会在济南举行，共有会员代表238人出席会议，会议选举产生第九届届理事会，赵兴胜当选为理事长，刘玉峰、张礼恒等当选为副理事长。